# KFC
Kentucky Fried Chicken ili skraćeno KFC je američki lanac restorana brze hrane sa sjedištem u Louisvilleu, Kentuckyju koja se specijalizirala za prženu piletinu. To je drugi najveći svjetski lanac restorana (po broju izdavanja jela) nakon McDonald'sa. KFC ima svoje restorane na 22 621 lokacija u 150 zemalja svijeta od prosinca 2019. Lanac je podružnica Yum! Branda, marka poznate restoranske tvrtke koja također posjeduje Pizza Hut, Taco Bell i WingStreet restorane.
KFC je osnovao pukovnik Harland Sanders, poduzetnik koji je počeo prodavati prženu piletinu iz svog restorana uz cestu u Corbinu u državi Kentucky za vrijeme Velike depresije .
KFC je bio jedan od prvih američkih lanaca brze hrane koji se proširio na međunarodnoj razini, otvorivši prodajna mjesta u Kanadi, Velikoj Britaniji, Meksiku i Jamajci sredinom 1960-ih.
Do 1963. godine bilo je 600 KFC restorana, što je tvrtku učinilo najvećim pogonom brze hrane u Sjedinjenim Državama. KFC je popularizirao piletinu u industriji brze hrane, diverzificirajući tržište osporavajući dominaciju hamburgera .

## Proizvodi
- prženi komadići piletine začinjeni "Originalnim receptom" pukovnika Harlanda Sandersa od 11 biljaka i začina
- sendviči s piletinom (uključujući Zinger i Tower)
- oblozi ("Twisters" i "Boxmasters")
- vruća krilca
- piletina s kokicama
- pileći grumenjići
- Deluxe Shakes (Svi okusi: Jagoda, karamela i čokolada. Veličine: XL, veliki i mali)

## "Izvorni recept"
U srpnju 1940. Sanders je dovršio ono što je postalo poznato kao njegov " Izvorni recept " od 11 biljaka i začina.  Iako nikada nije javno otkrio recept, rekao je da sastojci uključuju sol i papar, a da ostatak "stoji na polici svima".

## Vanjske poveznice
|  | Zajednički poslužitelj ima još gradiva o temi KFC |